# Liste des épisodes de Bob l'éponge
Cet article présente la liste des épisodes de Bob l'éponge dans l'ordre de la première diffusion américaine.

## Panorama des saisons
| Saison | Saison | Épisodes | États-Unis       | États-Unis       | France                      | France                       |
| Saison | Saison | Épisodes | Début de saison  | Fin de saison    | Début de saison             | Fin de saison                |
| ------ | ------ | -------- | ---------------- | ---------------- | --------------------------- | ---------------------------- |
|        | 1      | 41       | 1er mai 1999     | 3 mars 2001      | 14 septembre 2000 Télétoon+ | 30 novembre 2005 Nickelodeon |
|        | 2      | 39       | 26 octobre 2000  | 26 juillet 2003  | 20 décembre 2005            | 19 janvier 2006              |
|        | 3      | 37       | 5 octobre 2001   | 11 octobre 2004  | 5 juin 2006                 | 8 juin 2006                  |
|        | Film 1 | Film 1   | 14 novembre 2004 | 14 novembre 2004 | 9 février 2005              | 9 février 2005               |
|        | 4      | 38       | 6 mai 2005       | 24 juillet 2007  | 19 septembre 2006           | 15 octobre 2007              |
|        | 5      | 41       | 19 février 2007  | 19 juillet 2009  | 5 janvier 2009              | 9 janvier 2010               |
|        | 6      | 47       | 3 mars 2008      | 5 juillet 2010   | 6 juin 2009                 | 10 avril 2010                |
|        | 7      | 50       | 19 juillet 2009  | 11 juin 2011     | 5 janvier 2011              | 25 janvier 2012              |
|        | 8      | 47       | 26 mars 2011     | 6 décembre 2012  | 3 octobre 2012              | 30 mai 2014                  |
|        | 9      | 49       | 21 juillet 2012  | 20 février 2017  | 6 octobre 2014              | 8 avril 2017                 |
|        | Film 2 | Film 2   | 6 février 2015   | 6 février 2015   | 18 février 2015             | 18 février 2015              |
|        | 10     | 22       | 15 octobre 2016  | 2 décembre 2017  | 8 avril 2017                | 7 avril 2018                 |
|        | 11     | 50       | 24 juin 2017     | 25 novembre 2018 | 28 octobre 2017             | 13 avril 2019                |
|        | 12     | 53       | 11 novembre 2018 | 29 avril 2022    | 13 avril 2019               | 15 novembre 2022             |
|        | Film 3 | Film 3   | 4 mars 2021      | 4 mars 2021      | 5 novembre 2020 (Netflix)   | 5 novembre 2020 (Netflix)    |
|        | 13     | 54       | 22 octobre 2020  | 1 novembre 2023  | 6 mars 2022                 | 1er décembre 2023            |
|        | 14     | 22       | 2 novembre 2023  | 2 décembre 2024  | 29 avril 2024               | 12 décembre 2024             |
|        | 15     | À venir  | 24 juillet 2024  | À venir          | 11 novembre 2024            | À venir                      |

## Liste des épisodes

### Saison 1 (1999-2001)
| №  | #  | Titre français              | Titre original                  | Première diffusion | Première diffusion                                    |
| -- | -- | --------------------------- | ------------------------------- | ------------------ | ----------------------------------------------------- |
| 1  | 1  | Bienvenue à bord            | Help Wanted                     | 1er mai 1999       | 1er juillet 2002 (TF1) 16 novembre 2005 (Nickelodeon) |
| 1  | 2  | Le grand nettoyage          | Reef Blower                     | 1er mai 1999       | 1er juillet 2002 (TF1) 16 novembre 2005 (Nickelodeon) |
| 1  | 3  | Asphyxies en chaîne         | Tea at the Treedome             | 1er mai 1999       | 1er juillet 2002 (TF1) 16 novembre 2005 (Nickelodeon) |
| 2  | 4  | Sculptures sur bulles       | Bubblestand                     | 17 juillet 1999    | 23 novembre 2005                                      |
| 2  | 5  | Un nouveau comique          | Ripped Pants                    | 17 juillet 1999    | 23 novembre 2005                                      |
| 3  | 6  | La pêche à la méduse        | Jellyfishing                    | 31 juillet 1999    | 30 novembre 2005                                      |
| 3  | 7  | La faim du plancton         | Plankton!                       | 31 juillet 1999    | 30 novembre 2005                                      |
| 4  | 8  | La zizanie                  | Naughty Nautical Neighbors      | 7 août 1999        | 19 novembre 2005                                      |
| 4  | 9  | Le permis de conduire       | Boating School                  | 7 août 1999        | 19 novembre 2005                                      |
| 5  | 10 | Les livreurs de pizza       | Pizza Delivery                  | 14 août 1999       | 19 novembre 2005                                      |
| 5  | 11 | On a mangé ma maison        | Home Sweet Pineapple            | 14 août 1999       | 19 novembre 2005                                      |
| 6  | 12 | Les vieux super héros       | Mermaid Man and Barnacle Boy    | 21 août 1999       | 19 novembre 2005                                      |
| 6  | 13 | Le cornichon manquant       | Pickles                         | 21 août 1999       | 19 novembre 2005                                      |
| 7  | 14 | La jeune recrue             | Hall Monitor                    | 28 août 1999       | 16 novembre 2005                                      |
| 7  | 15 | Les envahisseurs            | Jellyfish Jam                   | 28 août 1999       | 16 novembre 2005                                      |
| 8  | 16 | La fusée                    | Sandy's Rocket                  | 17 septembre 1999  | 17 novembre 2005                                      |
| 8  | 17 | Un bruit insupportable      | Squeaky Boots                   | 17 septembre 1999  | 17 novembre 2005                                      |
| 9  | 18 | L'appel de la nature        | Nature Pants                    | 11 septembre 1999  | 18 novembre 2005                                      |
| 9  | 19 | Le jour des contraires      | Opposite Day                    | 11 septembre 1999  | 18 novembre 2005                                      |
| 10 | 20 | Le gala                     | Culture Shock                   | 18 septembre 1999  | 21 novembre 2005                                      |
| 10 | 21 | Le blues de plancton        | F.U.N.                          | 18 septembre 1999  | 21 novembre 2005                                      |
| 11 | 22 | Les bras gonflables         | MuscleBob BuffPants             | 2 octobre 1999     | 22 novembre 2005                                      |
| 11 | 23 | Le fantôme de Carlo         | Squidward the Unfriendly Ghost  | 2 octobre 1999     | 22 novembre 2005                                      |
| 12 | 24 | Le chaperon                 | The Chaperone                   | 8 mars 2000        | 23 novembre 2005                                      |
| 12 | 25 | L'employé du mois           | Employee of the Month           | 8 mars 2000        | 23 novembre 2005                                      |
| 13 | 26 | Une peur incontrôlable      | Scaredy Pants                   | 28 octobre 1999    | 24 novembre 2005                                      |
| 13 | 27 | Un escargot affamé          | I Was a Teenage Gary            | 28 octobre 1999    | 24 novembre 2005                                      |
| 14 | 28 | Voyages dans le temps       | SB-129                          | 31 décembre 1999   | 25 novembre 2005                                      |
| 14 | 29 | Fous de karaté              | Karate Choppers                 | 31 décembre 1999   | 25 novembre 2005                                      |
| 15 | 30 | Rêver sans y être invité    | Sleepy Time                     | 17 janvier 2000    | 28 novembre 2005                                      |
| 15 | 31 | Docteur Patrick             | Suds                            | 17 janvier 2000    | 28 novembre 2005                                      |
| 16 | 32 | La Saint-Valentin           | Valentine's Day                 | 14 février 2000    | 29 novembre 2005                                      |
| 16 | 33 | Le papier                   | The Paper                       | 14 février 2000    | 29 novembre 2005                                      |
| 17 | 34 | La passion du jeu           | Arrgh!                          | 15 mars 2000       | 16 novembre 2005                                      |
| 17 | 35 | Les bus farceurs            | Rock Bottom                     | 15 mars 2000       | 16 novembre 2005                                      |
| 18 | 36 | Le mal du pays              | Texas                           | 22 mars 2000       | 17 novembre 2005                                      |
| 18 | 37 | Petit, mais costaud         | Walking Small                   | 22 mars 2000       | 17 novembre 2005                                      |
| 19 | 38 | Poisson d'avril             | Fools in April                  | 1er avril 2000     | 18 novembre 2005                                      |
| 19 | 39 | La spatule de Neptune       | Neptune's Spatula               | 1er avril 2000     | 18 novembre 2005                                      |
| 20 | 40 | La pause                    | Hooky                           | 3 mars 2001        | 19 novembre 2005                                      |
| 20 | 41 | Le retour de l'Homme Sirène | Mermaid Man and Barnacle Boy II | 3 mars 2001        | 19 novembre 2005                                      |

### Saison 2 (2000-2003)
Diffusée pour la première fois entre le 12 octobre 2000 et le 26 juillet 2003 aux États-Unis.
En France elle est diffusée pour la première fois sur TF1 puis rediffusée du 9 décembre 2005 au 19 janvier 2006 sur Nickelodeon France.
| №  | #  | Titre français                 | Titre original                   | Première diffusion | Première diffusion |
| -- | -- | ------------------------------ | -------------------------------- | ------------------ | ------------------ |
| 21 | 42 | Problèmes de lacets            | Your Shoe's Untied               | 17 février 2001    | 29 décembre 2005   |
| 21 | 43 | Les joies du dimanche          | Squid's Day Off                  | 17 février 2001    | 29 décembre 2005   |
| 22 | 44 | Mauvaise haleine               | Something Smells                 | 20 octobre 2000    | 30 décembre 2005   |
| 22 | 45 | Pearl et ses idées             | Bossy Boots                      | 20 octobre 2000    | 30 décembre 2005   |
| 23 | 46 | La course en titre             | Big Pink Loser                   | 3 février 2001     | 31 décembre 2005   |
| 23 | 47 | Marcel Bubulle                 | Bubble Buddy                     | 3 février 2001     | 31 décembre 2005   |
| 24 | 48 | Une tarte mortelle             | Dying For Pie                    | 27 janvier 2001    | 7 janvier 2006     |
| 24 | 49 | La valse des homards           | Imitation Krabs                  | 27 janvier 2001    | 7 janvier 2006     |
| 25 | 50 | Le papillon                    | Wormy                            | 24 février 2001    | 2 janvier 2006     |
| 25 | 51 | Les pâtés multicolores         | Patty Hype                       | 24 février 2001    | 2 janvier 2006     |
| 26 | 52 | L'éponge à sa mamie            | Grandma's Kisses                 | 28 avril 2001      | 7 janvier 2006     |
| 26 | 53 | L'exil                         | Squidville                       | 28 avril 2001      | 7 janvier 2006     |
| 27 | 54 | Le sport avant le sommeil      | Prehibernation Week              | 5 mai 2001         | 8 janvier 2006     |
| 27 | 55 | Voleurs malgré eux             | Life of Crime                    | 5 mai 2001         | 8 janvier 2006     |
| 28 | 56 | Le premier Noël                | Christmas Who?                   | 6 décembre 2000    | 25 décembre 2005   |
| 29 | 57 | La morte saison                | Survival of the Idiots           | 19 mai 2001        | 14 janvier 2006    |
| 29 | 58 | L'éponge abandonnée            | Dumped                           | 19 mai 2001        | 14 janvier 2006    |
| 30 | 59 | Le permis par K.O.             | No Free Rides                    | 14 avril 2001      | 15 janvier 2006    |
| 30 | 60 | Le plus grand fan              | I'm Your Biggest Fanatic         | 14 avril 2001      | 15 janvier 2006    |
| 31 | 61 | Les vacances de l'Homme Sirène | Mermaid Man and Barnacle Boy III | 14 septembre 2001  | 19 janvier 2006    |
| 31 | 62 | Dur, dur d'être comique        | Squirrel Jokes                   | 14 septembre 2001  | 19 janvier 2006    |
| 32 | 63 | Bob manque d'air               | Pressure                         | 12 mai 2001        | 20 décembre 2005   |
| 32 | 64 | Le canon à perles              | The Smoking Peanut               | 12 mai 2001        | 20 décembre 2005   |
| 33 | 65 | Le Hollandais Volant           | Shanghaied                       | 9 mars 2001        | 21 décembre 2005   |
| 33 | 66 | Gary prend un bain             | Gary Takes a Bath                | 26 juillet 2003    | 21 décembre 2005   |
| 34 | 67 | Plankton a gagné               | Welcom to the Chum Bucket        | 21 janvier 2002    | 22 décembre 2005   |
| 34 | 68 | Le crayon géant                | Frankendoodle                    | 21 janvier 2002    | 22 décembre 2005   |
| 35 | 69 | La boîte aux secrets           | The Secret Box                   | 7 septembre 2001   | 23 décembre 2005   |
| 35 | 70 | L'orchestre                    | Band Geeks                       | 7 septembre 2001   | 23 décembre 2005   |
| 36 | 71 | Service de nuit                | Graveyard Shift                  | 6 septembre 2002   | 26 décembre 2005   |
| 36 | 72 | Le capitaine amoureux          | Krusty Love                      | 6 septembre 2002   | 26 décembre 2005   |
| 37 | 73 | La rédaction                   | Procrastination                  | 19 octobre 2001    | 27 décembre 2005   |
| 37 | 74 | Les parents de Patrick         | I'm with Stupid                  | 19 octobre 2001    | 27 décembre 2005   |
| 38 | 75 | La liste des treize mots       | Sailor Mouth                     | 21 septembre 2001  | 28 décembre 2005   |
| 38 | 76 | L'artiste méconnu              | Artist Unknown                   | 21 septembre 2001  | 28 décembre 2005   |
| 39 | 77 | La confiture de méduse         | Jellyfish Hunter                 | 28 septembre 2001  | 29 décembre 2005   |
| 39 | 78 | L'affrontement                 | The Fry Cook Games               | 28 septembre 2001  | 29 décembre 2005   |
| 40 | 79 | La grève                       | Squid on Strike                  | 12 octobre 2001    | 30 décembre 2005   |
| 40 | 80 | Le lombric géant               | Sandy, SpongeBob, and the Worm   | 12 octobre 2001    | 30 décembre 2005   |

### Saison 3 (2001-2004)
Diffusée aux États-Unis du 5 octobre 2001 au 11 octobre 2004, cette saison comprend 20 épisodes.
| №  | #   | Titre français                       | Titre original                  | Première diffusion | Première diffusion |
| -- | --- | ------------------------------------ | ------------------------------- | ------------------ | ------------------ |
| 41 | 81  | Plankton patron                      | The Algae's Always Greener      | 22 mars 2002       | 5 juin 2006        |
| 41 | 82  | Le sauveteur qui a peur de l'eau     | Sponge Guard on Duty            | 22 mars 2002       | 5 juin 2006        |
| 42 | 83  | Le coqui-magique                     | Club SpongeBob                  | 12 juillet 2002    | 5 juin 2006        |
| 42 | 84  | L'hippocampe                         | My Pretty Seahorse              | 12 juillet 2002    | 5 juin 2006        |
| 43 | 85  | Le Bob, la brute et la maîtresse     | The Bully                       | 5 octobre 2001     | 5 juin 2006        |
| 43 | 86  | Juste une bouchée                    | Just One Bite                   | 5 octobre 2001     | 5 juin 2006        |
| 44 | 87  | Tueurs malgré eux                    | Nasty Patty                     | 1er mars 2002      | 5 juin 2006        |
| 44 | 88  | La boîte à tout faire                | Idiot Box                       | 1er mars 2002      | 5 juin 2006        |
| 45 | 89  | La ceinture magique                  | Mermaid Man and Barnacle Boy IV | 21 janvier 2002    | 5 juin 2006        |
| 45 | 90  | Madame Puff en prison                | Doing Time                      | 21 janvier 2002    | 5 juin 2006        |
| 46 | 91  | L'effet boule de neige               | Snowball Effect                 | 22 février 2002    | 5 juin 2006        |
| 46 | 92  | Le capitaine Krabs fait des affaires | One Krabs Trash                 | 22 février 2002    | 5 juin 2006        |
| 47 | 93  | Vu à la télé                         | As Seen on TV                   | 8 mars 2002        | 5 juin 2006        |
| 47 | 94  | La pièce porte-bonheur               | Can You Spare a Dime?           | 8 mars 2002        | 5 juin 2006        |
| 48 | 95  | Le club des mauviettes               | No Weenies Allowed              | 15 mars 2002       | 5 juin 2006        |
| 48 | 96  | Guillaume Calmarchic                 | Squilliam Returns               | 15 mars 2002       | 5 juin 2006        |
| 49 | 97  | Bob voit des robots partout          | Krab Borg                       | 29 mars 2002       | 5 juin 2006        |
| 49 | 98  | Les parents adoptifs                 | Rock-a-Bye Bivalve              | 29 mars 2002       | 5 juin 2006        |
| 50 | 99  | Les peintres du dimanche             | Wet Painters                    | 10 mai 2002        | 8 juin 2006        |
| 50 | 100 | Tout ce qu'un employé doit savoir    | Krusty Krab Training Video      | 10 mai 2002        | 8 juin 2006        |
| 51 | 101 | Bob, le roi de la fête               | Party Pooper Pants              | 17 mai 2002        | 8 juin 2006        |
| 52 | 102 | Les tablettes de chocolat            | Chocolate with Nuts             | 1er juin 2002      | 8 juin 2006        |
| 52 | 103 | Bernard l'ermite le Grand            | Mermaid Man and Barnacle Boy V  | 1er juin 2002      | 8 juin 2006        |
| 53 | 104 | Le nouvel élève                      | New Student Starfish            | 20 septembre 2002  | 8 juin 2006        |
| 53 | 105 | Courage, rien n'est jamais perdu     | Clams                           | 20 septembre 2002  | 8 juin 2006        |
| 54 | 106 | Bob l'éponge D.C.                    | Ugh                             | 5 mars 2004        | 8 juin 2006        |
| 55 | 107 | Un escargot pur sang                 | The Great Snail Race            | 24 janvier 2003    | 8 juin 2006        |
| 55 | 108 | Une nuit mouvementée                 | Mid-Life Crustacean             | 24 janvier 2003    | 8 juin 2006        |
| 56 | 109 | Incorrigible capitaine Krabs         | Born Again Krabs                | 4 octobre 2003     | 8 juin 2006        |
| 56 | 110 | Faut assurer ses arrières            | I Had an Accident               | 4 octobre 2003     | 8 juin 2006        |
| 57 | 111 | La magie de l'été                    | Krabby Land                     | 3 avril 2004       | 8 juin 2006        |
| 57 | 112 | L'ours des mers                      | The Camping Episode             | 3 avril 2004       | 8 juin 2006        |
| 58 | 113 | Mon nom est personne                 | Missing Identity                | 19 janvier 2004    | 8 juin 2006        |
| 58 | 114 | Plankton et son armée                | Plankton's Army                 | 19 janvier 2004    | 8 juin 2006        |
| 59 | 115 | L'éponge volante (l'épisode perdu)   | The Sponge Who Could Fly        | 21 mars 2003       | 8 juin 2006        |
| 60 | 116 | Un malin, malin et demi              | SpongeBob Meets the Strangler   | 11 octobre 2004    | 8 juin 2006        |
| 60 | 117 | Les invisibles fantômes              | Pranks a Lot                    | 11 octobre 2004    | 8 juin 2006        |

### Bob l'éponge, le film(2004)
| Titre français        | Titre original                  | Première sortie  | Première sortie |
| --------------------- | ------------------------------- | ---------------- | --------------- |
| Bob l'éponge, le film | The SpongeBob SquarePants Movie | 14 novembre 2004 | 9 février 2005  |

### Saison 4 (2005-2007)
Diffusée aux États-Unis du 6 mai 2005 au 24 juillet 2007, cette saison comprend 20 épisodes.
| №  | #   | Titre français                                    | Titre original                                      | Première diffusion | Première diffusion                                       |
| -- | --- | ------------------------------------------------- | --------------------------------------------------- | ------------------ | -------------------------------------------------------- |
| 61 | 118 | Ouverture non-stop !                              | Fear of Krabby Patty                                | 6 mai 2005         | 19 septembre 2006                                        |
| 61 | 119 | Les gars de la marine                             | Shell of a Man                                      | 6 mai 2005         | 19 septembre 2006                                        |
| 62 | 120 | Le Matelas perdu                                  | The Lost Mattress                                   | 13 mai 2005        | 20 septembre 2006                                        |
| 62 | 121 | Le Procès                                         | Krabs vs. Plankton                                  | 13 mai 2005        | 21 septembre 2006                                        |
| 63 | 122 | La fugue de Gary                                  | Have You Seen This Snail?                           | 11 novembre 2005   | 22 septembre 2006                                        |
| 64 | 123 | La pince aux peluches                             | Skill Crane                                         | 20 mai 2005        | 23 septembre 2006                                        |
| 64 | 124 | Vive le dimanche                                  | Good Neighbors                                      | 20 mai 2005        | 23 septembre 2006                                        |
| 65 | 125 | Le rachat                                         | Selling Out                                         | 23 septembre 2005  | 24 septembre 2006                                        |
| 65 | 126 | La boite à rire                                   | Funny Pants                                         | 30 septembre 2005  | 24 septembre 2006                                        |
| 66 | 127 | Bouffons et dragons                               | Dunces and Dragons                                  | 20 février 2006    | 25 septembre 2006                                        |
| 67 | 128 | Un Plankton chez les Krabs                        | Enemy-in-Law                                        | 14 octobre 2005    | 25 septembre 2006                                        |
| 67 | 129 | L'Homme-Sirène et le Bernard l'ermite VI, le film | Mermaid Man and Barnacle Boy VI: The Motion Picture | 21 octobre 2005    | 25 septembre 2006                                        |
| 68 | 130 | Patrick devient intelligent                       | Patrick SmartPants                                  | 21 octobre 2005    | 13 septembre 2006 (TF1), 26 septembre 2006 (Nickelodeon) |
| 68 | 131 | Carlo l'éponge et Bob Tentacule                   | SquidBob TentaclePants                              | 4 novembre 2005    | 13 septembre 2006 (TF1), 26 septembre 2006 (Nickelodeon) |
| 69 | 132 | L'hôtel du capitaine                              | Krusty Towers                                       | 1er avril 2006     | 27 septembre 2006                                        |
| 69 | 133 | Madame Puff est renvoyée                          | Mrs. Puff, You're Fired                             | 1er avril 2006     | 27 septembre 2006                                        |
| 70 | 134 | Une invention, vite !                             | Chimps Ahoy                                         | 5 mai 2006         | 27 septembre 2006                                        |
| 70 | 135 | Un fantôme déprimé                                | Ghost Host                                          | 5 mai 2006         | 27 septembre 2006                                        |
| 71 | 136 | L'anniversaire de Pearl                           | Whale of a Birthday                                 | 12 mai 2006        | 28 septembre 2006                                        |
| 71 | 137 | L'île karaté                                      | Karate Island                                       | 12 mai 2006        | 28 septembre 2006                                        |
| 72 | 138 | Spat...                                           | All That Glitters                                   | 2 juin 2006        | 29 septembre 2006                                        |
| 72 | 139 | Le puits à souhaits                               | Wishing You Well                                    | 2 juin 2006        | 29 septembre 2006                                        |
| 73 | 140 | Une nouvelle vie                                  | New Leaf                                            | 22 septembre 2006  | 30 septembre 2006                                        |
| 73 | 141 | Gare à Gary                                       | Once Bitten                                         | 29 septembre 2006  | 30 septembre 2006                                        |
| 74 | 142 | Allez, dehors ! Vacances...                       | Bummer Vacation                                     | 13 octobre 2006    | 1er janvier 2007                                         |
| 74 | 143 | La perruque                                       | Wigstruck                                           | 17 novembre 2006   | 1er janvier 2007                                         |
| 75 | 144 | Voyage au centre d'une pieuvre                    | Squidtastic Voyage                                  | 6 octobre 2006     | 1er décembre 2006 (TF1) 2 janvier 2007 (Nickelodeon)     |
| 75 | 145 | Le déguisement                                    | That's No Lady                                      | 25 novembre 2006   | 1er décembre 2006 (TF1) 2 janvier 2007 (Nickelodeon)     |
| 76 | 146 | L'animal sauvage                                  | The Thing                                           | 15 janvier 2007    | 21 avril 2007                                            |
| 76 | 147 | Bob le magicien                                   | Hocus Pocus                                         | 15 janvier 2007    | 21 avril 2007                                            |
| 77 | 148 | Le permis de bateau                               | Driven to Tears                                     | 19 février 2007    | 21 avril 2007                                            |
| 77 | 149 | Le roi Patrick                                    | Rule of Dumb                                        | 19 février 2007    | 21 avril 2007                                            |
| 78 | 150 | La Mou... la... la                                | Born to Be Wild                                     | 31 mars 2007       | 23 avril 2007                                            |
| 78 | 151 | La recette du lait aux algues                     | Best Frenemies                                      | 31 mars 2007       | 23 avril 2007                                            |
| 79 | 152 | Super fiable                                      | The Pink Purloiner                                  | 19 février 2007    | 15 octobre 2007                                          |
| 79 | 153 | Mini Carlo                                        | Squid Wood                                          | 24 juillet 2007    | 15 octobre 2007                                          |
| 80 | 154 | La plus belle des journées                        | Best Day Ever                                       | 10 novembre 2006   | 30 juin 2007                                             |
| 80 | 155 | Un cadeau collant / Bouboule                      | The Gift of Gum                                     | 19 février 2007    | 30 juin 2007                                             |

À noter que, cette saison, de nombreux épisodes s’amusent à pasticher de grands (et moins grands) succès cinématographiques comme Bouffons et Dragons qui reprend tous les clichés des films d’Heroic Fantasy comme Donjons et Dragons et Le Seigneur des anneaux de Peter Jackson, L’Île Karaté dans lequel Sandy l’écureuil enfile la combinaison jaune de Bruce Lee dans Le Jeu de la mort ou encore Voyage au centre d’une pieuvre qui parodie Le Voyage fantastique de Richard Fleischer. Plus surprenant, Carlo l’éponge et Bob tentacule mélange des éléments du film La Mouche de David Cronenberg avec la trame du film de série B La chose à deux têtes de Lee Frost dans lequel un homme blanc raciste doit, à la suite d'un grave accident, se faire greffer la tête sur le corps d’un homme noir. Naturellement ici, c’est la tête de l'irascible Carlo qui se retrouve inextricablement liée au corps de son « ennemi intime » Bob l’éponge.

### Saison 5 (2007-2009)
Diffusée aux États-Unis du 19 février 2007 au 19 juillet 2009, cette saison comprend 21 épisodes.
| №   | #   | Titre français                  | Titre original                   | Première diffusion | Première diffusion                                   |
| --- | --- | ------------------------------- | -------------------------------- | ------------------ | ---------------------------------------------------- |
| 81  | 156 | La recette secrète              | Friend or Foe                    | 13 avril 2007      | 26 septembre 2007 (TF1) 5 janvier 2009 (Nickelodeon) |
| 82  | 157 | Ce bon vieux Jim                | The Original Fry Cook            | 30 juillet 2007    | 6 janvier 2009                                       |
| 82  | 158 | Les veilleuses                  | Night Light                      | 30 juillet 2007    | 6 janvier 2009                                       |
| 83  | 159 | Le matin chez Patrick           | Rise and Shine                   | 19 février 2007    | 7 janvier 2009                                       |
| 83  | 160 | On attend ! On attend !         | Waiting                          | 19 février 2007    | 7 janvier 2009                                       |
| 83  | 161 | La mousse verte                 | Fungus Among Us                  | 29 septembre 2007  | 7 janvier 2009                                       |
| 84  | 162 | Supers espions                  | Spy Buddies                      | 23 juillet 2007    | 8 janvier 2009                                       |
| 84  | 163 | La conduite avec Madame Puff    | Boat Smarts                      | 23 juillet 2007    | 8 janvier 2009                                       |
| 84  | 164 | La brochure des tropiques       | Good Ol' Watshisname             | 23 juillet 2007    | 8 janvier 2009                                       |
| 85  | 165 | Bob déménage                    | New Digs                         | 25 juillet 2007    | 9 janvier 2009                                       |
| 85  | 166 | Patinoire, piscine...           | Krabs à la Mode                  | 25 juillet 2007    | 9 janvier 2009                                       |
| 86  | 167 | Le poing infernal               | Roller Cowards                   | 27 juillet 2007    | 9 janvier 2009                                       |
| 86  | 168 | Le Seau de l'enfer              | Bucket Sweet Bucket              | 27 juillet 2007    | 9 janvier 2009                                       |
| 87  | 169 | Pâté, «Patty»                   | To Love a Patty                  | 26 juillet 2007    | 11 janvier 2009                                      |
| 87  | 170 | Le nouveau Carlo                | Breath of Fresh Squidward        | 26 juillet 2007    | 11 janvier 2009                                      |
| 88  | 171 | L'argent qui parle              | Money Talks                      | 31 juillet 2007    | 12 janvier 2009                                      |
| 88  | 172 | La machine à pâtés              | SpongeBob vs. the Patty Gadget   | 31 juillet 2007    | 12 janvier 2009                                      |
| 88  | 173 | Le trophée                      | Slimy Dancing                    | 31 juillet 2007    | 12 janvier 2009                                      |
| 89  | 174 | Le critique gastronomique       | The Krusty Sponge                | 24 juillet 2007    | 13 janvier 2009                                      |
| 89  | 175 | Le poème de Patrick             | Sing a Song of Patrick           | 19 février 2007    | 13 janvier 2009                                      |
| 90  | 176 | La puce de Sandy                | A Flea on Her Dome               | 1er août 2007      | 14 janvier 2009                                      |
| 90  | 177 | Le beignet, Calamité !          | The Donut of Shame               | 1er août 2007      | 14 janvier 2009                                      |
| 90  | 178 | La tache, tache tache           | The Krusty Plate                 | 1er août 2007      | 14 janvier 2009                                      |
| 91  | 179 | Le gaz, areu, areu              | Goo Goo Gas                      | 19 juillet 2009    | 15 janvier 2009                                      |
| 91  | 180 | Échange de chefs                | Le Big Switch                    | 29 septembre 2007  | 15 janvier 2009                                      |
| 92  | 181 | L'amulette d'Atlantis           | Atlantis SquarePantis            | 12 novembre 2007   | 28 mai 2008 (TF1) 16 janvier 2009 (Nickelodeon)      |
| 93  | 182 | Le jour de la photo             | Picture Day                      | 2 août 2007        | 17 janvier 2009                                      |
| 93  | 183 | Pas d'argent pour payer         | Pat No Pay                       | 2 août 2007        | 17 janvier 2009                                      |
| 93  | 184 | Black Jack le cousin            | BlackJack                        | 2 août 2007        | 17 janvier 2009                                      |
| 94  | 185 | Le coquard                      | Blackened Sponge                 | 3 août 2007        | 18 janvier 2009                                      |
| 94  | 186 | Au Crabe Croustillant, en avant | Mermaid Man vs. SpongeBob        | 3 août 2007        | 18 janvier 2009                                      |
| 95  | 187 | L'île de l'enfer                | The Inmates of Summer            | 23 novembre 2007   | 19 janvier 2009                                      |
| 95  | 188 | Le test du survivant            | To Save a Squirrel               | 23 novembre 2007   | 19 janvier 2009                                      |
| 96  | 189 | Un ancêtre célèbre              | Pest of the West                 | 11 avril 2008      | 20 janvier 2009                                      |
| 97  | 190 | Le Restaurant itinérant         | 20,000 Patties Under the Sea     | 23 novembre 2007   | 2 janvier 2010                                       |
| 97  | 191 | La bataille de Bikini Bottom    | The Battle of Bikini Bottom      | 23 novembre 2007   | 2 janvier 2010                                       |
| 98  | 192 | Espèce d'idiot !                | What Ever Happened to SpongeBob? | 13 octobre 2008    | 3 octobre 2009                                       |
| 99  | 193 | Adorable Carlo                  | The Two Faces of Squidward       | 23 novembre 2007   | 9 janvier 2010                                       |
| 99  | 194 | Les notes de musique            | SpongeHenge                      | 23 novembre 2007   | 9 janvier 2010                                       |
| 100 | 195 | Les dorades infernales          | Banned in Bikini Bottom          | 23 novembre 2007   | 9 janvier 2010                                       |
| 100 | 196 | Cousin Stanley                  | Stanley S. SquarePants           | 23 novembre 2007   | 9 janvier 2010                                       |

### Saison 6 (2008-2010)
Diffusée aux États-Unis du 3 mars 2008 au 5 juillet 2010, cette saison comprend 26 épisodes.
| №      | #      | Titre français                               | Titre original                        | Première diffusion | Première diffusion                                    |
| ------ | ------ | -------------------------------------------- | ------------------------------------- | ------------------ | ----------------------------------------------------- |
| 101    | 197    | La Maison de vos rêves                       | House Fancy                           | 6 juin 2008        | 16 janvier 2010                                       |
| 101    | 198    | Plankton... et les Voleurs de Pâté de Crabes | Krabby Road                           | 3 mars 2008        | 16 janvier 2010                                       |
| 102    | 199    | Un centime pour le Capitaine Krabs           | Penny Foolish                         | 7 mars 2008        | 16 janvier 2010                                       |
| 102    | 200    | Visite au musée de la marine                 | Nautical Novice                       | 29 mars 2008       | 16 janvier 2010                                       |
| 103    | 201    | Grand Tournoi de gladiateurs                 | Spongicus                             | 29 mars 2008       | 23 janvier 2010                                       |
| 103    | 202    | Un génie de la musique                       | Suction Cup Symphony                  | 6 mars 2008        | 23 janvier 2010                                       |
| 104    | 203    | Comment être normal                          | Not Normal                            | 4 mars 2008        | 23 janvier 2010                                       |
| 104    | 204    | Une journée sans Bob l'éponge                | Gone                                  | 5 mars 2008        | 23 janvier 2010                                       |
| 105    | 205    | L'Écharde                                    | The Splinter                          | 2 juin 2008        | 30 janvier 2010                                       |
| 105    | 206    | Les Rois du sifflet à coulisse               | Slide Whistle Stooges                 | 16 février 2009    | 30 janvier 2010                                       |
| 106    | 207    | Vivre comme Larry                            | A Life in a Day                       | 4 juin 2008        | 30 janvier 2010                                       |
| 106    | 208    | La Peau décolorée                            | Sun Bleached                          | 5 juin 2008        | 30 janvier 2010                                       |
| 107    | 209    | Carlo le Géant                               | Giant Squidward                       | 3 juin 2008        | 6 février 2010                                        |
| 107    | 210    | Une histoire de nez                          | Not Nose Knows                        | 4 août 2008        | 6 février 2010                                        |
| 108    | 211    | L'Ingrédient secret                          | Patty Caper                           | 5 août 2008        | 6 février 2010                                        |
| 108    | 212    | Le Fidèle Client                             | Plankton's Regular                    | 6 août 2008        | 6 février 2010                                        |
| 109    | 213    | Copains de classe                            | Boating Buddies                       | 7 août 2008        | 13 février 2010                                       |
| 109    | 214    | Le Journal du Crabe                          | The Krabby Kronicle                   | 8 août 2008        | 13 février 2010                                       |
| 110    | 215    | Pearl et sa pyjama-partie                    | The Slumber Party                     | 28 novembre 2008   | 13 février 2010                                       |
| 110    | 216    | Gary au concours de beauté                   | Grooming Gary                         | 28 novembre 2008   | 13 février 2010                                       |
| 111    | 217    | Bob surfe la vague / La vague parfaite       | SpongeBob SquarePants vs. The Big One | 17 avril 2009      | 19 avril 2009 (TF1) 6 juin 2009 (Nickelodeon)         |
| 112    | 218    | Un joli petit pactole                        | Porous Pockets                        | 28 novembre 2008   | 20 février 2010                                       |
| 112    | 219    | La Chorale des hommes à la voix d'or         | Choir Boys                            | 20 mars 2009       | 20 février 2010                                       |
| 113    | 220    | Match de catch                               | Krusty Krushers                       | 28 novembre 2008   | 27 février 2010                                       |
| 113    | 221    | La Carte super rare                          | The Card                              | 28 novembre 2008   | 27 février 2010                                       |
| 114    | 222    | Une aventure taille Vikings                  | Dear Vikings                          | 28 novembre 2008   | 27 février 2010                                       |
| 114    | 223    | L'École buissonnière                         | Ditchin                               | 28 novembre 2008   | 27 février 2010                                       |
| 115    | 224    | Grand-père le Pirate                         | Grandpappy the Pirate                 | 18 février 2009    | 6 mars 2010                                           |
| 115    | 225    | Le Club des Céphalopodes                     | Cephalopod Lodge                      | 17 février 2009    | 6 mars 2010                                           |
| 116    | 226    | La Visite de Carlo                           | Squid's Visit                         | 4 juin 2009        | 6 mars 2010                                           |
| 116    | 227    | Le Coup du Pantalon                          | To SquarePants or Not to SquarePants  | 17 juillet 2009    | 6 mars 2010                                           |
| 117    | 228    | Sosies parfaits                              | Shuffleboarding                       | 16 février 2009    | 13 mars 2010                                          |
| 117    | 229    | Le Cours de musique                          | Professor Squidward                   | 19 février 2009    | 13 mars 2010                                          |
| 118    | 230    | Le Ver luisant                               | Pet or Pests                          | 18 mars 2009       | 13 mars 2010                                          |
| 118    | 231    | Une armée d'ordinateurs                      | Komputer Overload                     | 19 mars 2009       | 13 mars 2010                                          |
| 119    | 232    | Un Bob trop naïf                             | Gullible Pants                        | 5 juin 2009        | 20 mars 2010                                          |
| 119    | 233    | Bob ne sait pas dire non                     | Overbooked                            | 19 juillet 2009    | 20 mars 2010                                          |
| 120    | 234    | Patrick, l'idiot sans chapeau !              | No Hat for Pat                        | 19 juillet 2009    | 20 mars 2010                                          |
| 120    | 235    | Le Magasin de jouets                         | Toy Store of Doom                     | 17 mars 2009       | 20 mars 2010                                          |
| 121    | 236    | Des Châteaux de sable                        | Sand Castles in the Sand              | 16 mars 2009       | 27 mars 2010                                          |
| 121    | 237    | Une nouvelle coquille pour Gary              | Shell Shocked                         | 1er juin 2009      | 27 mars 2010                                          |
| 122    | 238    | Le Pâté, c'est fun !                         | Chum Bucket Supreme                   | 19 juillet 2009    | 27 mars 2010                                          |
| 122    | 239    | Anniversaire de mariage                      | Single Cell Anniversary               | 3 juin 2009        | 27 mars 2010                                          |
| 123124 | 240241 | Les Secrets carrément givrés de Bob l'éponge | Truth or Square                       | 6 novembre 2009    | 25 novembre 2009 (TF1) 25 décembre 2009 (Nickelodeon) |
| 125    | 242    | Une tempête énorme                           | Pineapple Fever                       | 2 juin 2009        | 10 avril 2010                                         |
| 125    | 243    | Les Grottes de Chum                          | Chum Caverns                          | 18 juillet 2009    | 10 avril 2010                                         |
| 126    | 244    | Le Choc du Triton                            | The Clash of Triton                   | 5 juillet 2010     | 10 avril 2010                                         |

### Saison 7 (2009-2011)
Diffusée aux États-Unis du 19 juillet 2009 au 11 juin 2011, cette saison comprend 26 épisodes.
| №   | #   | Titre français                       | Titre original                        | Première diffusion | Première diffusion |
| --- | --- | ------------------------------------ | ------------------------------------- | ------------------ | ------------------ |
| 127 | 245 | Carlo passe à la télé                | Tentacle vision                       | 19 juillet 2009    | 5 janvier 2011     |
| 127 | 246 | L'Audition                           | I ♥ Dancing                           | 19 juillet 2009    | 5 janvier 2011     |
| 128 | 247 | Poussée de croissance                | Growth Spout                          | 19 juillet 2009    | 5 janvier 2011     |
| 128 | 248 | L'Essoreuse                          | Stuck in the Wringer                  | 19 juillet 2009    | 5 janvier 2011     |
| 129 | 249 | Dans la peau de Sandy                | Someone's in the Kitchen with Sandy   | 19 juillet 2009    | 12 janvier 2011    |
| 129 | 250 | La Recette du pâté de crabe          | The Inside Job                        | 19 juillet 2009    | 12 janvier 2011    |
| 130 | 251 | La Flaque de graisse                 | Greasy Buffoons                       | 27 novembre 2009   | 12 janvier 2011    |
| 130 | 252 | La Nouvelle Éponge                   | Model Sponge                          | 27 novembre 2009   | 12 janvier 2011    |
| 131 | 253 | Les Détritus                         | Keep Bikini Bottom Beautiful          | 2 janvier 2010     | 19 janvier 2011    |
| 131 | 254 | Un copain pour Gary                  | A Pal for Gary                        | 2 janvier 2010     | 19 janvier 2011    |
| 132 | 255 | Le Nouveau Jouet                     | Yours, Mine and Mine                  | 11 septembre 2010  | 19 janvier 2011    |
| 132 | 256 | Combines de Radins                   | Kracked Krabs                         | 11 septembre 2010  | 19 janvier 2011    |
| 133 | 257 | C'est pas drôle d'être un fantôme    | The Curse of Bikini Bottom            | 24 octobre 2009    | 26 janvier 2011    |
| 133 | 258 | Carlo et sa clarinette               | Squidward in Clarinetland             | 24 mars 2010       | 26 janvier 2011    |
| 134 | 259 | Sauvons, sauvons les méduses !       | SpongeBob's Last Stand                | 22 avril 2010      | 11 novembre 2011   |
| 135 | 260 | Retour dans le passé                 | Back to the Past                      | 15 février 2010    | 2 février 2011     |
| 135 | 261 | La Réunion secrète                   | The Bad Guy Club for Villains         | 15 février 2010    | 2 février 2011     |
| 136 | 262 | Sans pleurer                         | A Day Without Tears                   | 22 mars 2010       | 2 février 2011     |
| 136 | 263 | Bob moniteur d'été                   | Summer Job                            | 23 mars 2010       | 2 février 2011     |
| 137 | 264 | Où est la recette du pâté de crabe ? | One Coarse Meal                       | 25 mars 2010       | 9 février 2011     |
| 137 | 265 | Coup de foudre pour Gary             | Gary in Love                          | 6 février 2010     | 9 février 2011     |
| 138 | 266 | La Pièce de Théâtre                  | The Play's the Thing                  | 26 mars 2010       | 9 février 2011     |
| 138 | 267 | Rodéo, rodéo !                       | Rodeo Daze                            | 6 février 2010     | 9 février 2011     |
| 139 | 268 | Mamie Grande Bouche                  | Gramma's Secret Recipe                | 6 juillet 2010     | 16 février 2011    |
| 139 | 269 | L'Escar-fouine                       | The Cent of Money                     | 7 juillet 2010     | 16 février 2011    |
| 140 | 270 | Un monstre à Bikini Bottom           | The Monster Who Came to Bikini Bottom | 28 janvier 2011    | 19 juin 2011(TF1)  |
| 140 | 271 | Le Triangle de Bikini Bottom         | Welcome to the Bikini Bottom Triangle | 28 janvier 2011    | 19 juin 2011(TF1)  |
| 141 | 272 | La Malédiction de la Sorcière        | The Curse of the Hex                  | 11 juin 2011       | 19 juin 2011(TF1)  |
| 141 | 273 | La Vidange Vorace                    | The Main Drain                        | 28 janvier 2011    | 19 juin 2011(TF1)  |
| 142 | 274 | Les débilo-billies                   | Trenchbillies                         | 29 janvier 2011    | 19 juin 2011(TF1)  |
| 142 | 275 | Attitude de gratitude                | Sponge-Cano!                          | 28 janvier 2011    | 19 juin 2011(TF1)  |
| 143 | 276 | La clé du coffre-fort                | The Great Patty Caper                 | 11 novembre 2010   | 12 janvier 2012    |
| 144 | 277 | Chacun dans sa cour                  | That Sinking Feeling                  | 8 juillet 2010     | 13 janvier 2012    |
| 144 | 278 | Leçon de Karaté                      | Karate Star                           | 9 juillet 2010     | 13 janvier 2012    |
| 145 | 279 | La Capsule Temporelle                | Burried in Time                       | 18 septembre 2010  | 16 janvier 2012    |
| 145 | 280 | Le Tiki Land de Carlo                | Enchanted Tiki Dreams                 | 19 juin 2010       | 16 janvier 2012    |
| 146 | 281 | La face abrasive                     | The Abrasive Side                     | 27 novembre 2010   | 17 janvier 2012    |
| 146 | 282 | Petite rengaine                      | Earworm                               | 27 novembre 2010   | 17 janvier 2012    |
| 147 | 283 | Le jeu de cache-cache                | Hide and Then What Happens?           | 9 août 2010        | 18 janvier 2012    |
| 147 | 284 | Au Coquille-Club                     | Shellback Shenanigans                 | 18 septembre 2010  | 18 janvier 2012    |
| 148 | 285 | Krabs, un crabe en or !              | The Masterpiece                       | 2 octobre 2010     | 19 janvier 2012    |
| 148 | 286 | Des bulots en rage                   | Whelk Attack                          | 2 octobre 2010     | 19 janvier 2012    |
| 149 | 287 | Quizz Stupide !                      | You Don't Know Sponge                 | 9 août 2010        | 20 janvier 2012    |
| 149 | 288 | L'attraction du Gant                 | Tunnel of Glove                       | 12 février 2011    | 20 janvier 2012    |
| 150 | 289 | Les Krab' Saucisses                  | Krusty Dogs                           | 9 octobre 2010     | 23 janvier 2012    |
| 150 | 290 | L'épave du Mauna Loa                 | The Wreck of the Mauna Loa            | 9 octobre 2010     | 23 janvier 2012    |
| 151 | 291 | A Mon Nouveau Voisin                 | New Fish in Town                      | 15 janvier 2011    | 24 janvier 2012    |
| 151 | 292 | Silvia                               | Love That Squid                       | 12 février 2011    | 24 janvier 2012    |
| 152 | 293 | Grande sœur "Sam"                    | Big Sister Sam                        | 15 janvier 2011    | 25 janvier 2012    |
| 152 | 294 | Le téléporteur                       | Perfect Chemistry                     | 26 février 2011    | 25 janvier 2012    |

### Saison 8 (2011-2012)
Diffusée aux États-Unis du 26 mars 2011 au 6 décembre 2012, cette saison compte 26 épisodes et 48 segments.
| №   | #   | Titre français                                    | Titre original                            | Première diffusion | Première diffusion                                    |
| --- | --- | ------------------------------------------------- | ----------------------------------------- | ------------------ | ----------------------------------------------------- |
| 153 | 295 | Accident de travail !                             | Accidents Will Happen                     | 18 juillet 2011    | 3 octobre 2012                                        |
| 153 | 296 | Le Pâté ramollo                                   | The Other Patty                           | 25 juin 2011       | 3 octobre 2012                                        |
| 154 | 297 | Le Crabe-Comptoir                                 | Drive Thru                                | 19 juillet 2011    | 10 octobre 2012                                       |
| 154 | 298 | Tony Junior                                       | The Hot Shot                              | 18 juin 2011       | 10 octobre 2012                                       |
| 155 | 299 | Une super partie amicale                          | A Friendly Game                           | 26 mars 2011       | 17 octobre 2012                                       |
| 155 | 300 | Nettoyage de printemps                            | Sentimental Sponge                        | 2 avril 2011       | 17 octobre 2012                                       |
| 156 | 301 | La grande course de traîneaux                     | Frozen Face-Off                           | 15 juillet 2011    | 13 mars 2013                                          |
| 157 | 302 | Les leçons "d'adultes"                            | Squidward's School for Grown Ups          | 4 juin 2011        | 24 octobre 2012                                       |
| 157 | 303 | L'exposé                                          | Oral Report                               | 26 mars 2011       | 24 octobre 2012                                       |
| 158 | 304 | Carlo, clarinettiste                              | Sweet and Sour Squid                      | 20 juillet 2011    | 31 octobre 2012                                       |
| 158 | 305 | Les yeux de l'artiste                             | The Googly Artiste                        | 21 juillet 2011    | 31 octobre 2012                                       |
| 159 | 306 | Des vacances en famille                           | A SquarePants Family Vacation             | 11 novembre 2011   | 7 novembre 2012                                       |
| 160 | 307 | Les Rest'chez'toi' vacances de Patrick            | Patrick's Staycation                      | 8 novembre 2011    | 14 novembre 2012                                      |
| 160 | 308 | La Croisière de Plancton                          | Walking the Plankton                      | 7 novembre 2011    | 14 novembre 2012                                      |
| 161 | 309 | Les vacances Lunaires de Sandy                    | Mooncation                                | 10 novembre 2011   | 21 novembre 2012                                      |
| 161 | 310 | Monsieur Krabs part en Vacances                   | Mr. Krabs Takes a Vacation                | 9 novembre 2011    | 21 novembre 2012                                      |
| 162 | 311 | Le bateau fantôme                                 | Ghoul Fools                               | 21 octobre 2011    | 28 novembre 2012                                      |
| 163 | 312 | L'Homme-Sirène et Bernard l'Hermite, les origines | Mermaid Man Begins                        | 23 septembre 2011  | 26 mars 2014                                          |
| 163 | 313 | Le deuxième œil de plancton                       | Plankton's Good Eye                       | 23 septembre 2011  | 26 mars 2014                                          |
| 164 | 314 | Des pustules en pagaille                          | Barnacle Face                             | 16 septembre 2011  | 26 mars 2014                                          |
| 164 | 315 | Les contes de l'escargot                          | Pet Sitter Pat                            | 16 septembre 2011  | 26 mars 2014                                          |
| 165 | 316 | La convention des inventeurs                      | House Sittin' for Sandy                   | 30 septembre 2011  | 26 mars 2014                                          |
| 165 | 317 | Le concert de Kelpy-G                             | Smoothe Jazz at Bikini Bottom             | 30 septembre 2011  | 26 mars 2014                                          |
| 166 | 318 | Des bulles pimentées                              | Bubble Troubles                           | 25 novembre 2011   | 26 mars 2014                                          |
| 166 | 319 | Karat-éponge                                      | The Way of the Sponge                     | 25 novembre 2011   | 26 mars 2014                                          |
| 167 | 320 | Le pâté de Crabe géant                            | The Krabby Patty That Ate Bikini Bottom   | 25 novembre 2011   | 26 mars 2014                                          |
| 167 | 321 | Billy Bubulle                                     | Bubble Buddy Returns                      | 25 novembre 2011   | 26 mars 2014                                          |
| 168 | 322 | L'Injonction d'éloignement                        | Restraining SpongeBob                     | 2 avril 2012       | 26 mars 2014                                          |
| 168 | 323 | Le Fiasco!                                        | Fiasco!                                   | 5 avril 2012       | 26 mars 2014                                          |
| 169 | 324 | Le plus beau souvenir de Carlo                    | Are You Happy Now?                        | 31 mars 2012       | 26 mars 2014                                          |
| 169 | 325 | L'attaque des clones en gelée                     | Planet of the Jellyfish                   | 31 mars 2012       | 26 mars 2014                                          |
| 170 | 326 | Échantillons gratuits                             | Free Samples                              | 6 avril 2012       | 26 mars 2014                                          |
| 170 | 327 | Ananas en ruine                                   | Home Sweet Rubble                         | 4 avril 2012       | 26 mars 2014                                          |
| 171 | 328 | Karène, version 2                                 | Karen 2.0                                 | 13 avril 2012      | 26 mars 2014                                          |
| 171 | 329 | Insomnie                                          | InSPONGEiac                               | 9 avril 2012       | 26 mars 2014                                          |
| 172 | 330 | La grimace figée                                  | Face Freeze!                              | 21 juillet 2012    | 26 mars 2014                                          |
| 172 | 331 | La fermeture de l'empire du gant                  | Glove World R.I.P.                        | 3 avril 2012       | 26 mars 2014                                          |
| 173 | 332 | La Carlotite aigüe                                | Squiditis                                 | 11 avril 2012      | 26 mars 2014                                          |
| 173 | 333 | Compétition de démolition                         | Demolition Doofus                         | 21 juillet 2012    | 26 mars 2014                                          |
| 174 | 334 | Les escardelices                                  | Treats!                                   | 10 avril 2012      | 14 décembre 2013                                      |
| 174 | 335 | Sur place ou à emporter ?                         | For Here or to Go                         | 12 avril 2012      | 14 décembre 2013                                      |
| 175 | 336 | Un Drôle De Noël !                                | It's a SpongeBob Christmas                | 6 décembre 2012    | 24 décembre 2012 (TF1) 21 décembre 2013 (Nickelodeon) |
| 176 | 337 | Association de malfaiteurs                        | Super Evil Aquatic Villain Team Up is Go! | 14 octobre 2012    | 28 décembre 2013                                      |
| 176 | 338 | La fricassée du Seau de l'enfer                   | Chum Fricasee                             | 21 octobre 2012    | 28 décembre 2013                                      |
| 177 | 339 | La campagne publicitaire                          | The Good Krabby Name                      | 3 septembre 2012   | 4 janvier 2014                                        |
| 177 | 340 | La loi des 100 mètres                             | Move It or Lose It                        | 21 octobre 2012    | 4 janvier 2014                                        |
| 178 | 341 | Bob et Carlo en tournée                           | Hello Bikini Bottom!                      | 8 octobre 2012     | 27 mars 2014                                          |

### Saison 9 (2012-2017)
Diffusée aux États-Unis depuis le 21 juillet 2012, cette saison compte 26 épisodes. Le générique de la série a été entièrement re-scanné en HD lors des derniers épisodes de la saison, donnant lieu à un nouveau logo.
| №   | #   | Titre français                           | Titre original              | Première diffusion | Première diffusion |
| --- | --- | ---------------------------------------- | --------------------------- | ------------------ | ------------------ |
| 179 | 342 | Sports extrêmes                          | Extreme Spots               | 21 juillet 2012    | 6 octobre 2014     |
| 179 | 343 | Le Grand Livre des records               | Squirrel Record             | 21 juillet 2012    | 6 octobre 2014     |
| 180 | 344 | Super Patrick !                          | Patrick-Man!                | 27 octobre 2012    | 7 octobre 2014     |
| 180 | 345 | La Petite Balle de Gary                  | Gary's New Toy              | 14 octobre 2012    | 7 octobre 2014     |
| 181 | 346 | Le Diplôme de milk-shake                 | Lincense to Milkshake       | 7 septembre 2012   | 8 octobre 2014     |
| 181 | 347 | Bébé Carlo                               | Squid Baby                  | 3 septembre 2012   | 8 octobre 2014     |
| 182 | 348 | Le Journal de Bob                        | Little Yellow Book          | 2 mars 2013        | 9 octobre 2014     |
| 182 | 349 | La Maxime du conducteur                  | Bumper to Bumper            | 17 novembre 2012   | 9 octobre 2014     |
| 183 | 350 | Aaahhh, un oursin !                      | Eek, an Urchin!             | 27 octobre 2012    | 10 octobre 2014    |
| 183 | 351 | Carlo karattaque !                       | Squid Denfese               | 1 janvier 2013     | 10 octobre 2014    |
| 184 | 352 | L'Évasion !                              | Jailbreak!                  | 16 mars 2013       | 16 février 2015    |
| 184 | 353 | La Spatule infernale                     | Evil Spatula                | 9 mars 2013        | 16 février 2015    |
| 185 | 354 | La chose du Goo Lagoon                   | It Came from Goo Lagoon     | 17 février 2014    | 17 février 2015    |
| 186 | 355 | Krabs double la mise                     | Safe Deposit Krabs          | 25 mai 2013        | 18 février 2015    |
| 186 | 356 | Microbe !                                | Plankton's Pet              | 19 janvier 2013    | 18 février 2015    |
| 187 | 357 | Le Pêcheur 4                             | Don't Look Now              | 14 octobre 2013    | 19 février 2015    |
| 187 | 358 | La Séance de spiritisme                  | Séance Shméance             | 14 octobre 2013    | 19 février 2015    |
| 188 | 359 | Kenny le chat                            | Kenny the Cat               | 29 mars 2014       | 20 février 2015    |
| 188 | 360 | Le Yéti crabe                            | Yeti Krabs                  | 29 mars 2015       | 20 février 2015    |
| 189 | 361 | Bob, tu es viré                          | SpongeBob You're Fired      | 11 novembre 2013   | 30 mars 2014       |
| 190 | 362 | Le Raccourci                             | Lost in Bikini Bottom       | 16 juillet 2015    | 7 mars 2016        |
| 190 | 363 | Mauvaise Conduite                        | Tutor Sauce                 | 16 juillet 2015    | 7 mars 2016        |
| 191 | 364 | La Personne de son choix                 | Squid Plus One              | 7 septembre 2015   | 8 mars 2016        |
| 191 | 365 | Le Cadre                                 | The Executive Treatment     | 7 septembre 2015   | 8 mars 2016        |
| 192 | 366 | Le pique-nique de l'entreprise           | Company Picnic              | 25 septembre 2015  | 9 mars 2016        |
| 192 | 367 | Une histoire de tonneaux                 | Pull Up a Barrel            | 18 septembre 2015  | 9 mars 2016        |
| 193 | 368 | Le sanctuaire des escargots              | Sanctuary!                  | 16 octobre 2015    | 10 mars 2016       |
| 193 | 369 | Patrick, le champion des mangeurs        | What's Eating Patrick?      | 2 octobre 2015     | 10 mars 2016       |
| 194 | 370 | Patrick, le jeu!                         | Patrick! The Game           | 11 novembre 2015   | 11 mars 2016       |
| 194 | 371 | Voyage au cœur des égouts                | The Sewers of Bikini Bottom | 11 novembre 2015   | 11 mars 2016       |
| 195 | 372 | Le nouveau pantalon                      | SpongeBob LongPants         | 15 février 2016    | 26 novembre 2016   |
| 195 | 373 | Gonflé à bloc                            | Larry's Gym                 | 15 février 2016    | 26 novembre 2016   |
| 196 | 374 | Les rats de laboratoire                  | The Fish Bowl               | 2 mai 2016         | 26 novembre 2016   |
| 196 | 375 | Une épouse en or                         | Married to Money            | 3 mai 2016         | 26 novembre 2016   |
| 197 | 376 | Au travail, Pearl                        | Mall Girl Pearl             | 12 mars 2016       | 3 décembre 2016    |
| 197 | 377 | Deux pouces                              | Two Thumbs Down             | 12 mars 2016       | 3 décembre 2016    |
| 198 | 378 | Les Sharks contre les Podes              | Sharks vs. Pods             | 4 mai 2016         | 3 décembre 2016    |
| 198 | 379 | Moi-aussi                                | CopyBob DittoPants          | 5 mai 2016         | 3 décembre 2016    |
| 199 | 380 | Vendue!                                  | Sold!                       | 6 mai 2016         | 10 décembre 2016   |
| 199 | 381 | Les biscuits de la colère                | Lame and Fortune            | 11 juillet 2016    | 10 décembre 2016   |
| 200 | 382 | La fin du pâté de crabe?                 | Goodbye, Krabby Patty?      | 20 février 2017    | 1er avril 2017     |
| 201 | 383 | Casse-noisette                           | Sandy's Nutmare             | 12 juillet 2016    | 10 décembre 2016   |
| 201 | 384 | Le tableau d'affichage                   | Bulletin Board              | 1er octobre 2016   | 10 décembre 2016   |
| 202 | 385 | Les naufragés du salon de la gastronomie | Food Con Castaways          | 13 juillet 2016    | 17 décembre 2016   |
| 202 | 386 | Au pied de la lettre                     | Snail Mail                  | 22 octobre 2016    | 17 décembre 2016   |
| 203 | 387 | L'ananas pris d'assaut                   | Pineapple Invasion          | 14 juillet 2016    | 17 décembre 2016   |
| 203 | 388 | Sauce Salsa Imbecillus                   | Salsa Imbecilicus           | 15 juillet 2016    | 17 décembre 2016   |
| 204 | 389 | Mutinerie au crabe croustillant          | Mutiny on the Krusty        | 8 octobre 2016     | 8 avril 2017       |
| 204 | 390 | La dent de lait                          | The Whole Tooth             | 3 décembre 2016    | 8 avril 2017       |

### Bob l'éponge le film: Un héros sort de l'eau(2015)
| Titre français                                | Titre québécois                              | Titre original                           | Première sortie | Première sortie |
| --------------------------------------------- | -------------------------------------------- | ---------------------------------------- | --------------- | --------------- |
| Bob l'éponge le film : Un héros sort de l'eau | Bob l'éponge, le film : Éponge à court d'eau | The SpongeBob Movie: Sponge Out of Water | 6 février 2015  | 18 février 2015 |

### Saison 10 (2016-2017)
Le 21 mai 2012 la chaîne de télévision Nickelodeon a confirmé la commande de 24 épisodes pour une dixième saison prévue pour 2016 après la sortie du deuxième film adapté de la série : Bob l'éponge, le film : Un héros sort de l'eau.
Par ailleurs, en raison de l'étalement de la diffusion de la saison 9 jusqu'à l'été 2016, la mise en chantier de cette nouvelle saison n'a eu lieu que le 12 octobre 2015, Vincent Waller et Marc Ceccarelli remplaçant Paul Tibbitt à la production[réf. nécessaire]. Le 16 février 2016, il est annoncé que la saison serait composée de 27 épisodes de 30 minutes[réf. nécessaire].
| №   | #   | Titre français                       | Titre original                  | Première diffusion | Première diffusion |
| --- | --- | ------------------------------------ | ------------------------------- | ------------------ | ------------------ |
| 205 | 391 | Les cerveaux tournicoteurs           | Whirly Brains                   | 15 octobre 2016    | 8 avril 2017       |
| 205 | 392 | Bob l'Éponge Sirène                  | Mermaid Pants                   | 29 octobre 2016    | 8 avril 2017       |
| 206 | 393 | Échange de maisons                   | Unreal Estate                   | 3 juin 2017        | 14 octobre 2017    |
| 206 | 394 | Code jaune                           | Code Yellow                     | 3 juin 2017        | 14 octobre 2017    |
| 207 | 395 | La Crise d'imitationite aiguë        | Mimic Madness                   | 25 février 2017    | 15 avril 2017      |
| 207 | 396 | Vers à domicile                      | House Worming                   | 25 février 2017    | 15 avril 2017      |
| 208 | 397 | Un bon gros dodo                     | Snooze You Lose                 | 4 mars 2017        | 15 avril 2017      |
| 208 | 398 | Des traiteurs croustillants          | Krusty Katering                 | 4 mars 2017        | 15 avril 2017      |
| 209 | 399 | Chez Bob l'éponge                    | SpongeBob's Place               | 11 mars 2017       | 22 avril 2017      |
| 209 | 400 | Plankton prend la porte              | Plankton Gets the Boot          | 11 mars 2017       | 22 avril 2017      |
| 210 | 401 | Assurance-vie                        | Life Insurance                  | 18 mars 2017       | 22 avril 2017      |
| 210 | 402 | Sors de ta bulle                     | Burst Your Bubble               | 18 mars 2017       | 22 avril 2017      |
| 211 | 403 | Plankton prend sa retraite           | Plankton Retires                | 25 mars 2017       | 14 octobre 2017    |
| 211 | 404 | Le trident infernal                  | Trident Trouble                 | 25 mars 2017       | 14 octobre 2017    |
| 212 | 405 | L'incroyable éponge qui rétrécissait | The Incredible Shrinking Sponge | 2 décembre 2017    | 7 avril 2018       |
| 212 | 406 | Du sport?                            | Sportz?                         | 16 juillet 2017    | 7 avril 2018       |
| 213 | 407 | L'évasion                            | The Getaway                     | 10 juin 2017       | 24 juillet 2017    |
| 213 | 408 | Les objets trouvés                   | Lost and Found                  | 10 juin 2017       | 24 juillet 2017    |
| 214 | 409 | Le bon de réduction de Patrick       | Patrick's Coupon                | 17 juin 2017       | 21 octobre 2017    |
| 214 | 410 | Hors d'état de nuire                 | Out of the Picture              | 17 juin 2017       | 21 octobre 2017    |
| 215 | 411 | Amis sauvages                        | Feral Friends                   | 7 octobre 2017     | 21 octobre 2017    |
| 215 | 412 | On ne réveille pas Patrick           | Don't Wake Patrick              | 7 octobre 2017     | 21 octobre 2017    |

### Saison 11 (2017-2018)
Cette saison se compose de 28 épisodes, qui sont commandés ci-dessous par numéro de production et non leur ordre de diffusion originale.2
| №   | #   | Titre français                                   | Titre original                | Première diffusion | Première diffusion | Première diffusion             |
| --- | --- | ------------------------------------------------ | ----------------------------- | ------------------ | ------------------ | ------------------------------ |
| 216 | 413 | L'éponge des cavernes                            | Cave Dwelling Sponge          | 23 septembre 2017  | 28 octobre 2017    |                                |
| 216 | 414 | L'éponge qui murmurait à l'oreille des palourdes | The Clam Whisperer            | 23 septembre 2017  | 28 octobre 2017    |                                |
| 217 | 415 | Le retour de Microbe                             | Spot Returns                  | 24 juin 2017       | 28 octobre 2017    |                                |
| 217 | 416 | Le bilan de santé                                | The Check-Up                  | 24 juin 2017       | 28 octobre 2017    |                                |
| 218 | 417 | Le jeu de la bouteille                           | Spin the Bottle               | 16 juillet 2017    | 4 novembre 2017    |                                |
| 218 | 418 | Il y a une éponge dans ma soupe                  | There's a Sponge In My Soup   | 7 novembre 2017    | 4 novembre 2017    |                                |
| 219 | 419 | Le Retour de l'Homme-Laser                       | Man Ray Returns               | 30 septembre 2017  | 7 avril 2018       | 2018                           |
| 219 | 420 | Larry à la barre                                 | Larry the Floor Manager       | 30 septembre 2017  | 7 avril 2018       | 2018                           |
| 220 | 421 | La légende de Bouh-kini Bottom                   | The Legend of Boo-kini Bottom | 13 octobre 2017    | 31 octobre 2017    | 2017                           |
| 221 | 422 | Photos Interdites                                | No Pictures Please            | 6 novembre 2017    | 14 avril 2018      | 14 avril 2018[réf. nécessaire] |
| 221 | 423 | Coincé sur le toit                               | Stuck on the Roof             | 6 novembre 2017    | 14 avril 2018      | 14 avril 2018[réf. nécessaire] |
| 222 | 424 | Pâtés Contaminés                                 | Krabby Patty Creature Feature | 21 octobre 2017    | 14 avril 2018      | 14 avril 2018[réf. nécessaire] |
| 222 | 425 | Mauvaise Conduite                                | Teacher's Pests               | 21 octobre 2017    | 14 avril 2018      | 14 avril 2018[réf. nécessaire] |
| 223 | 426 | Folie hygiénique                                 | Sanitation Insanity           | 7 mai 2018         | 21 avril 2018      | 14 avril 2018[réf. nécessaire] |
| 223 | 427 | Chasse au lapin                                  | Bunny Hunt                    | 30 mars 2018       | 21 avril 2018      | 14 avril 2018[réf. nécessaire] |
| 224 | 428 | Carlo mène l'enquête                             | Squid Noir                    | 10 novembre 2017   | 21 avril 2018      | 14 avril 2018[réf. nécessaire] |
| 224 | 429 | Impossible n'est pas carré                       | Scavenger Pants               | 9 novembre 2017    | 21 avril 2018      | 14 avril 2018[réf. nécessaire] |
| 225 | 430 | Nounours Croc' Câlins                            | Cuddle E. Hugs                | 8 novembre 2017    | 28 avril 2018      | 14 avril 2018[réf. nécessaire] |
| 225 | 431 | Patrick le cheval                                | Pat the Horse                 | 2 décembre 2017    | 28 avril 2018      | 14 avril 2018[réf. nécessaire] |
| 226 | 432 | Gary, la pipelette                               | Chatterbox Gary               | 12 février 2018    | 28 avril 2018      | 14 avril 2018[réf. nécessaire] |
| 226 | 433 | Interdit de nourrir les clowns                   | Don't Feed the Clowns         | 12 février 2018    | 28 avril 2018      | 14 avril 2018[réf. nécessaire] |
| 227 | 434 | Sur les chapeaux de roue                         | Drive Happy                   | 13 février 2018    | 5 mai 2018         | 14 avril 2018[réf. nécessaire] |
| 227 | 435 | Papy Patrick                                     | Old Man Patrick               | 14 février 2018    | 5 mai 2018         | 14 avril 2018[réf. nécessaire] |
| 228 | 436 | Mini amis, maxi délires                          | Fun-Sized Friends             | 15 février 2018    | 5 mai 2018         | 14 avril 2018[réf. nécessaire] |
| 228 | 437 | Grand-mère a le dernier mot                      | Grandmum's The Word           | 16 février 2018    | 5 mai 2018         | 14 avril 2018[réf. nécessaire] |
| 229 | 438 | Gang dessiné                                     | Doodle Dimension              | 9 mars 2018        | 2 mars 2019        | 11 mars 2019                   |
| 229 | 439 | Boule de gras déménage                           | Moving Bubble Bass            | 16 mars 2018       | 2 mars 2019        | 11 mars 2019                   |
| 230 | 440 | La contreplongée                                 | High Sea Diving               | 6 avril 2018       | 2 mars 2019        | 12 mars 2019                   |
| 230 | 441 | Les voleurs de bouteille                         | Bottle Burglars               | 13 avril 2018      | 2 mars 2019        | 12 mars 2019                   |
| 231 | 442 | Ma jambe!                                        | My Leg!                       | 8 mai 2018         | 9 mars 2019        | 13 mars 2019                   |
| 231 | 443 | Limonade à l'encre                               | Ink Lemonade                  | 9 mai 2018         | 9 mars 2019        | 13 mars 2019                   |
| 232 | 444 | La ruée vers la moutarde                         | Mustard O' Mine               | 10 mai 2018        | 9 mars 2019        | 14 mars 2019                   |
| 232 | 445 | La liste de courses                              | Shopping List                 | 24 septembre 2018  | 9 mars 2019        | 14 mars 2019                   |
| 233 | 446 | Observons les baleines                           | Whale Watching                | 6 août 2018        | 16 mars 2019       | 15 mars 2019                   |
| 233 | 447 | Livrer, tacher, nettoyer                         | Krusty Kleaners               | 7 août 2018        | 16 mars 2019       | 15 mars 2019                   |
| 234 | 448 | Patnocchio                                       | Patnocchio                    | 8 août 2018        | 16 mars 2019       | 18 mars 2019                   |
| 234 | 449 | Chef Bob                                         | ChefBob                       | 9 août 2018        | 16 mars 2019       | 18 mars 2019                   |
| 235 | 450 | Krabs en crise                                   | Plankton Paranoia             | 26 septembre 2018  | 23 mars 2019       | 19 mars 2019                   |
| 235 | 451 | Indigestion cérébrale                            | Library Cards                 | 25 septembre 2018  | 23 mars 2019       | 19 mars 2019                   |
| 236 | 452 | Appelez la police                                | Call the Cops                 | 27 septembre 2018  | 23 mars 2019       | 20 mars 2019                   |
| 236 | 453 | Terre et mer                                     | Surf N' Turf                  | 11 novembre 2018   | 23 mars 2019       | 20 mars 2019                   |
| 237 | 454 | Clair de nuls                                    | Goons on the Moon             | 25 novembre 2018   | 30 mars 2019       | 29 mars 2019                   |
| 238 | 455 | L'épisode à ne pas manquer                       | Appointment TV                | 28 octobre 2018    | 30 mars 2019       | 22 avril 2019                  |
| 238 | 456 | Le virus de Karen                                | Karen's Virus                 | 4 novembre 2018    | 30 mars 2019       | 23 avril 2019                  |
| 239 | 457 | Le vol du grill                                  | The Grill is Gone             | 21 octobre 2018    | 6 avril 2019       | 25 avril 2019                  |
| 239 | 458 | Carbo pâté                                       | The Night Patty               | 21 octobre 2018    | 6 avril 2019       | 24 avril 2019                  |
| 240 | 459 | Bulleville                                       | Bubbletown                    | 28 octobre 2018    | 6 avril 2019       | 26 avril 2019                  |
| 240 | 460 | Soirée entre filles                              | Girls' Night Out              | 4 novembre 2018    | 6 avril 2019       | 29 avril 2019                  |
| 241 | 461 | La chasseuse de méduses                          | Squirrel Jelly                | 18 novembre 2018   | 13 avril 2019      | 30 avril 2019                  |
| 241 | 462 | Le fil                                           | The String                    | 18 novembre 2018   | 13 avril 2019      | 1er mai 2019                   |

### Saison 12 (2018-2022)
Le 5 mai 2017, il a été annoncé que la série est renouvelée pour une douzième saison, composée de 26 épisodes.
| №      | #      | Titre français                       | Titre original                   | Première diffusion | Première diffusion                                          |
| ------ | ------ | ------------------------------------ | -------------------------------- | ------------------ | ----------------------------------------------------------- |
| 242    | 463    | Bob à la ferme                       | FarmerBob                        | 11 novembre 2018   | 27 avril 2019                                               |
| 242    | 464    | Gary et Spot                         | Gary & Spot                      | 27 juillet 2019    | 27 avril 2019                                               |
| 243    | 465    | La crétinade                         | The Nitwitting                   | 13 janvier 2019    | 13 avril 2019                                               |
| 243    | 466    | La balade du gros crasseux           | The Ballad of Filthy Muck        | 20 janvier 2019    | 13 avril 2019                                               |
| 244    | 467    | La crousti cabane                    | The Krusty Slammer               | 27 janvier 2019    | 23 novembre 2019                                            |
| 244    | 468    | Le camping carananas                 | Pineapple RV                     | 17 juillet 2020    | 26 décembre 2019 (accidentelle) 6 mars 2021 (officielle)    |
| 245    | 469    | Les jambes de Gary                   | Gary's Got Legs                  | 27 juillet 2019    | 30 novembre 2019                                            |
| 245    | 470    | Le Roi Plankton                      | King Plankton                    | 22 juin 2019       | 30 novembre 2019                                            |
| 246    | 471    | Le chum avarié de Plankton           | Plankton's Old Chum              | 30 novembre 2019   | 12 janvier 2020 (accidentelle) 15 février 2020 (officielle) |
| 246    | 472    | Temps orageux                        | Stormy Weather                   | 22 juin 2019       | 23 novembre 2019                                            |
| 247    | 473    | Amitié dans le marais                | Swamp Mates                      | 11 avril 2020      | 21 septembre 2021                                           |
| 247    | 474    | Le tour de magie de Bob              | One Trick Sponge                 | 11 avril 2020      | 21 septembre 2021                                           |
| 248    | 475    | Le seau croustillant                 | The Krusty Bucket                | 10 août 2019       | 30 novembre 2019                                            |
| 248    | 476    | Carlo dans le bus                    | Squid's on a Bus                 | 28 septembre 2019  | 30 novembre 2019                                            |
| 249    | 477    | Les Nièces infernales de Sandy       | Sandy's Nutty Nieces             | 29 juin 2019       | 7 décembre 2019                                             |
| 249    | 478    | Agents d'Insécurité                  | Insecurity Guards                | 29 juin 2019       | 7 décembre 2019                                             |
| 250    | 479    | Réveil cassé                         | Broken Alarm                     | 6 juillet 2019     | 21 septembre 2021                                           |
| 250    | 480    | Le bébé de Karen                     | Karen's Baby                     | 10 août 2019       | 21 septembre 2021                                           |
| 251    | 481    | Une carapace pour deux               | Shell Games                      | 7 mars 2020        | 12 janvier 2020 (accidentelle) 6 mars 2021 (officielle)     |
| 251    | 482    | Un peu de respect pour les anciens   | Senior Discount                  | 6 juillet 2019     | 23 novembre 2019                                            |
| 252    | 483    | Les dents de bonheur                 | Mind the Gap                     | 14 septembre 2019  | 15 février 2020                                             |
| 252    | 484    | Le retour de la bulle infernale      | Dirty Bubble Returns             | 23 novembre 2019   | 15 février 2020                                             |
| 253    | 485    | Le fléau de la méduse                | Jolly Lodgers                    | 7 mars 2020        | 7 août 2020 (accidentelle) 6 mars 2021 (officielle)         |
| 253    | 486    | Mamie-Sitting                        | Biddy Sitting                    | 8 février 2020     | 29 février 2020                                             |
| 254255 | 487488 | Bob l'éponge : Le grand anniversaire | SpongeBob's Big Birthday Blowout | 12 juillet 2019    | 13 juillet 2019                                             |
| 256    | 489    | Bob à Hasard-Ville                   | SpongeBob in RandomLand          | 21 septembre 2019  | 16 novembre 2019                                            |
| 256    | 490    | La mauvaise habitude de Bob          | SpongeBob's Bad Habit            | 21 septembre 2019  | 16 novembre 2019                                            |
| 257    | 491    | Gandemonium                          | Handemonium                      | 23 novembre 2019   | 15 février 2020                                             |
| 257    | 492    | Une pause s'impose                   | Breakin'                         | 14 septembre 2019  | 7 mars 2020                                                 |
| 258    | 493    | Patron d'un jour                     | Boss for a Day                   | 17 juillet 2020    | 13 mars 2021                                                |
| 258    | 494    | Pause glouton                        | The Goofy Newbie                 | 28 septembre 2019  | 18 novembre 2021                                            |
| 259    | 495    | Le Fantôme de Plankton               | The Ghost of Plankton            | 12 octobre 2019    | 31 octobre 2019                                             |
| 259    | 496    | Double Krabs                         | My Two Krabses                   | 18 janvier 2021    | 31 octobre 2019                                             |
| 260    | 497    | Toc, toc, toc, qui est là?           | Knock Knock, Who's There?        | 23 avril 2021      | 6 mars 2022                                                 |
| 260    | 498    | Dans la peau de l'autre              | Pat Hearts Squid                 | 9 juillet 2021     | 6 mars 2022                                                 |
| 261    | 499    | Louis l'escargot                     | Lighthouse Louie                 | 18 janvier 2021    | 7 mars 2020                                                 |
| 261    | 500    | Epidémie de hoquet                   | Hiccup Plague                    | 22 avril 2022      | 14 novembre 2022                                            |
| 262    | 501    | Une cabane dans des algues           | A Cabin in the Kelp              | 12 octobre 2019    | 7 mars 2020                                                 |
| 262    | 502    | L'obsession                          | The Hankering                    | 30 novembre 2019   | 7 mars 2020                                                 |
| 263    | 503    | Le zoo des bulles                    | Who R Zoo?                       | 8 février 2020     | 15 novembre 2022                                            |
| 263    | 504    | Le Crabe en quarantaine              | Kwarantined Krab                 | 29 avril 2022      | 14 novembre 2022                                            |
| 264    | 505    | Le stagiaire de Plankton             | Plankton's Intern                | 30 avril 2021      | 22 septembre 2022                                           |
| 264    | 506    | La crise de colère de Patrick        | Patrick's Tantrum                | 25 février 2022    | 6 mars 2022                                                 |
| 265    | 507    | La dette de Boule de Gras            | Bubble Bass's Tab                | 9 avril 2021       | 13 mars 2022                                                |
| 265    | 508    | Cuisine à la Bob                     | Kooky Cooks                      | 9 avril 2021       | 13 mars 2022                                                |
| 266    | 509    | La prison du Monde du Gant           | Escape from Beneath Glove World  | 18 janvier 2020    | 30 mai 2020                                                 |
| 267    | 510    | Les vendeurs croustillants           | Krusty Koncessionaires           | 7 novembre 2020    | 20 mars 2021                                                |
| 267    | 511    | L'explorêveur                        | Dream Hoppers                    | 7 novembre 2020    | 20 mars 2021                                                |

| №       | #   | Titre français                                               | Titre original                                   | Première diffusion | Première diffusion |
| ------- | --- | ------------------------------------------------------------ | ------------------------------------------------ | ------------------ | ------------------ |
| Spécial | 512 | Playlist bob de Patchy                                       | Patchy's Playlist                                | 30 novembre 2019   | 23 mai 2020        |
| Spécial | 513 | Journée spéciale Bob l'éponge: Fête sur la plage avec Patchy | SpongeBob Appreciation Day: Patchy's Beach Bash! | 4 janvier 2020     | 22 février 2020    |

### Comédie musicale(2019)
| Titre original                        | Première diffusion | Première diffusion |
| ------------------------------------- | ------------------ | ------------------ |
| The SpongeBob Musical: Live on Stage! | 7 décembre 2019    | 21 juin 2020       |

### Bob l'éponge, le film: Éponge en eaux troubles(2020)
Le 30 avril 2015, Viacom a annoncé qu'un troisième film était en cours de développement. Le 3 août 2015, via Twitter, Vincent Waller a confirmé que la suite est en pré-production et que Paul Tibbitt sera de nouveau dirigé. Le 11 novembre 2015, Waller a confirmé par Twitter que le film serait surtout animé traditionnellement par des séquences CGI / live-action.
| Titre français                                 | Titre québécois                        | Titre original                         | Première sortie  | Première sortie           | Première sortie           | Première sortie |
| ---------------------------------------------- | -------------------------------------- | -------------------------------------- | ---------------- | ------------------------- | ------------------------- | --------------- |
| Bob l'éponge le film : Éponge en eaux troubles | Bob l'éponge, le film : Éponge en fuit | The SpongeBob Movie: Sponge on the Run | 4 Mars 2021(VOD) | 5 novembre 2020 (Netflix) | 5 novembre 2020 (Netflix) | 14 août 2020    |

### Saison 13 (2020-2023)
Le 14 juillet 2019, Bob l'éponge est relancé pour une treizième saison.
| №   | #   | Titre français                       | Titre original                   | Première diffusion | Première diffusion |
| --- | --- | ------------------------------------ | -------------------------------- | ------------------ | ------------------ |
| 268 | 514 | Animaux de mauvaise compagnie        | A Place for Pets                 | 22 octobre 2020    | 13 mars 2022       |
| 268 | 515 | Prisonnier de ľamour                 | Lockdown for Love                | 22 octobre 2020    | 13 mars 2022       |
| 269 | 516 | Arrêtez votre cirque                 | Under the Small Top              | 16 avril 2021      | 20 mars 2022       |
| 269 | 517 | Carlo est malade                     | Squidward's Sick Daze            | 16 avril 2021      | 20 mars 2022       |
| 270 | 518 | Les Sorbets Givrés                   | Goofy Scoopers                   | 25 février 2022    | 6 mars 2022        |
| 270 | 519 | Donne la patte                       | Pat the Dog                      | 9 juillet 2021     | 28 novembre 2022   |
| 271 | 520 | Parfaitement narval                  | Something Narwhal This Way Comes | 19 novembre 2021   | 29 novembre 2022   |
| 271 | 521 | L'armée du chum                      | C.H.U.M.S                        | 19 novembre 2021   | 29 novembre 2022   |
| 272 | 522 | Tous les chemins mènent au Père Noël | SpongeBob's Road to Christmas    | 10 décembre 2021   | 19 décembre 2022   |
| 273 | 523 | Patato-école                         | Potato Puff                      | 22 avril 2022      | 16 novembre 2022   |
| 273 | 524 | Tout le monde au jus                 | There Will Be Grease             | 29 avril 2022      | 16 novembre 2022   |
| 274 | 525 | Le grand méchant boule de gras       | The Big Bad Bubble Bass          | 6 mai 2022         | 17 novembre 2022   |
| 274 | 526 | Le club anti-Bob                     | Sea-Man Sponge Haters Club       | 6 mai 2022         | 17 novembre 2022   |
| 275 | 527 | Le Crabe Crousti'C'route             | Food PBFFT! Truck                | 13 mai 2022        | 18 novembre 2022   |
| 275 | 528 | Chez Upturn                          | Upturn Girls                     | 13 mai 2022        | 21 novembre 2022   |
| 276 | 529 | Adorable et redoutable               | Say Awww!                        | 20 mai 2022        | 22 novembre 2022   |
| 276 | 530 | Patrick, le facteur                  | Patrick the Mailman              | 20 mai 2022        | 23 novembre 2022   |
| 277 | 531 | Capitaine Minus                      | Captain Pipsqueak                | 22 juillet 2022    | 24 novembre 2022   |
| 277 | 532 | Bora Bora Bottom                     | Plane to Sea                     | 22 juillet 2022    | 25 novembre 2022   |
| 278 | 533 | Carloferatu                          | Squidferatu                      | 14 octobre 2022    | 29 octobre 2023    |
| 278 | 534 | La journée de Slappy                 | Slappy Daze                      | 14 octobre 2022    | 29 octobre 2023    |
| 279 | 535 | Bienvenue à Roboti Bottom            | Welcome to Binary Bottom         | 13 janvier 2023    | 21 mai 2023        |
| 279 | 536 | Tu vas le payer...Cher               | You're Going to Pay...Phone      | 13 janvier 2023    | 21 mai 2023        |
| 279 | 537 | Petit voyage à travers le temps      | A Skin Wrinkle in Time           | 13 janvier 2023    | 21 mai 2023        |
| 280 | 538 | Toutes voiles dehors                 | Abandon Twits                    | 20 janvier 2023    | 16 octobre 2023    |
| 280 | 539 | La tête contre les murs              | Wallhalla                        | 20 janvier 2023    | 17 octobre 2023    |
| 281 | 540 | Facile d'être un dur                 | Salty Sponge                     | 27 janvier 2023    | 18 octobre 2023    |
| 281 | 541 | Karen et Microbe                     | Karen for Spot                   | 3 février 2023     | 19 octobre 2023    |
| 282 | 542 | Des arbres et désastres              | Arbor Day Disarray               | 27 juin 2023       | 20 octobre 2023    |
| 282 | 543 | Une fée sur les dents                | Ain't That the Tooth             | 28 juin 2023       | 23 octobre 2023    |
| 283 | 544 | Seconde jeunesse                     | Ma and Pa's Big Hurrah           | 10 mars 2023       | 24 octobre 2023    |
| 283 | 545 | Permis pas permis                    | Yellow Pavement                  | 17 mars 2023       | 25 octobre 2023    |
| 284 | 546 | Les fleurs de l'enfer                | The Flower Plot                  | 24 mars 2023       | 26 octobre 2023    |
| 284 | 547 | Bob au défilé                        | SpongeBob on Parade              | 31 mars 2023       | 27 octobre 2023    |
| 285 | 548 | Livraison sur l'île aux monstres     | Delivery to Monster Island       | 7 avril 2023       | 30 octobre 2023    |
| 285 | 549 | Cyclo Pat'                           | Ride Patrick Ride                | 19 juin 2023       | 31 octobre 2023    |
| 286 | 550 | Glands grillés façon Sandy           | Hot Crossed Nuts                 | 20 juin 2023       | 1 novembre 2023    |
| 286 | 551 | Monsieur l'Oursin et le Bigorneau    | Sir Urchin and Snail Fail        | 21 juin 2023       | 2 novembre 2023    |
| 287 | 552 | L'amiversaire                        | Friendiversary                   | 22 juin 2023       | 3 novembre 2023    |
| 287 | 553 | Musique à l'amende                   | Mandatory Music                  | 26 juin 2023       | 3 novembre 2023    |
| 288 | 554 | Moby Pique                           | Dopey Dick                       | 29 juin 2023       | 20 novembre 2023   |
| 288 | 555 | Plankton et le haricot magique       | Plankton and the Beanstalk       | 17 juillet 2023    | 20 novembre 2023   |
| 289 | 556 | Mon petit pâté                       | My Friend Patty                  | 18 juillet 2023    | 21 novembre 2023   |
| 289 | 557 | Fantasti-Comique                     | FUN-Beleivable                   | 19 juillet 2023    | 22 novembre 2023   |
| 290 | 558 | La spatule intérieure                | Spatula of the Heavens           | 20 juillet 2023    | 23 novembre 2023   |
| 290 | 559 | Gary et Compagnie                    | Gary's Playhouse                 | 7 août 2023        | 24 novembre 2023   |
| 291 | 560 | Carlo se jette à l’eau               | Swimming Fools                   | 8 août 2023        | 27 novembre 2023   |
| 291 | 561 | Mas Carpone et sa bande              | The Goobfather                   | 9 août 2023        | 28 novembre 2023   |
| 292 | 562 | Attaque de palourdes                 | SquidBird                        | 10 août 2023       | 29 novembre 2023   |
| 292 | 563 | Crise d’allergie                     | Allergy Attack!                  | 30 octobre 2023    | 30 novembre 2023   |
| 293 | 564 | Un cirque catastrophique             | Big Top Flop                     | 31 octobre 2023    | 1er décembre 2023  |
| 293 | 565 | Aide-nous, Sandy !                   | Sandy, Help Us!                  | 1er novembre 2023  | 1er décembre 2023  |

### Saison 14 (2023-2024)
Le 24 mars 2022, Bob l'éponge est relancé pour une quatorzième saison.
| №      | #      | Titre français                   | Titre original                    | Première diffusion | Première diffusion |
| ------ | ------ | -------------------------------- | --------------------------------- | ------------------ | ------------------ |
| 294    | 566    | Plankton Karatéka                | Single-Celled Defense             | 2 novembre 2023    | 29 avril 2024      |
| 294    | 567    | Krabs en pince pour Puff         | Buff for Puff                     | 20 novembre 2023   | 30 avril 2024      |
| 295    | 568    | On t'aime, Hoops !               | We Heart Hoops                    | 21 novembre 2023   | 1er mai 2024       |
| 295    | 569    | Anchois à gogo                   | SpongeChovy                       | 22 novembre 2023   | 2 mai 2024         |
| 296    | 570    | Boule de Carlo                   | BassWard                          | 23 novembre 2023   | 22 juillet 2024    |
| 296    | 571    | Le carton à imagination          | Squidiot Box                      | 12 février 2024    | 23 juillet 2024    |
| 297    | 572    | Plankton en a gros sur la patate | Blood is Thicker than Grease      | 15 juillet 2024    | 24 juillet 2024    |
| 297    | 573    | Le rieur en série                | Don't Make Me Laugh               | 12 février 2024    | 25 juillet 2024    |
| 298    | 574    | Mamageddon                       | Momageddon                        | 14 février 2024    | 6 mai 2024         |
| 298    | 575    | Pierre domestique                | Pet the Rock                      | 14 février 2024    | 7 mai 2024         |
| 299    | 576    | Tango en tandem                  | Tango Tangle                      | 20 février 2024    | 8 mai 2024         |
| 299    | 577    | La magie du petit déjeuner       | Necro-Nom-Nom-Nom-I-Con           | 26 février 2024    | 9 mai 2024         |
| 300    | 578    | La capsule temporelle            | PL-1413                           | 15 juillet 2024    | 29 juillet 2024    |
| 300    | 579    | La bataille annuelle             | In the Mood to Feud               | 16 juillet 2024    | 30 juillet 2024    |
| 301    | 580    | Coup de Lune                     | Mooned!                           | 17 juillet 2024    | 31 juillet 2024    |
| 301    | 581    | La vraie histoire vraie          | Hysterical History                | 18 juillet 2024    | 1er août 2024      |
| 302303 | 582583 | Kamp Frayeur                     | Kreepaway Kamp                    | 10 octobre 2024    | 10 octobre 2024    |
| 304    | 584    | Jaune-Neige                      | Snow Yellow and the Seven Jellies | 11 novembre 2024   | 12 décembre 2024   |
| 305    | 585    | Boule de Gras infernale          | The Dirty Bubble Bass             | 22 juillet 2024    | 11 novembre 2024   |
| 305    | 586    | Sheldon l'éponge                 | Sheldon SquarePants               | 23 juillet 2024    | 11 novembre 2024   |
| 306    | 587    | Le Noël de Bob et Sandy          | Sandy's Country Christmas         | 2 décembre 2024    | 12 décembre 2024   |

### Saison 15 (2024-en production)
Le 24 juillet 2024, Bob l'éponge est relancé pour une quinzième saison.
| №   | #   | Titre français                 | Titre original                | Première diffusion | Première diffusion |
| --- | --- | ------------------------------ | ----------------------------- | ------------------ | ------------------ |
| 307 | 588 | Sammy Langaspi                 | Sammy Suckerfish              | 24 juillet 2024    | 21 novembre 2024   |
| 307 | 589 | Bob super-chef                 | Big League Bob                | 25 juillet 2024    | 21 novembre 2024   |
| 308 | 590 | Carlophonie                    | UpWard                        | 3 décembre 2024    | 25 novembre 2024   |
| 308 | 591 | Rencontre du Carlo-Type        | Unidentified Flailing Octopus | 5 décembre 2024    | 25 novembre 2024   |
| 309 | 592 | Bob la malchance               | Bad Luck Bob                  | 9 décembre 2024    | 25 novembre 2024   |
| 309 | 593 | Le marchand de sable           | The Sandman Cometh            | 11 décembre 2024   | 25 novembre 2024   |
| 310 | 594 | La folie des biscuits          | Biscuit ballykoo              | 13 décembre 2024   | 27 janvier 2025    |
| 310 | 595 | La bataille des bateaux-écoles | Student driver survivor       | 17 décembre 2024   | 28 janvier 2025    |
| 311 | 596 | Carlo prend du galon           | Wiener taked all              | 19 décembre 2024   | 29 janvier 2025    |
| 311 | 597 | Coincé dans l'ascenseur        | Stuck in an elevator          | 24 décembre 2024   | 30 janvier 2025    |
| 312 | 598 | Témoin sous protection         | Squidness protection          | 14 février 2025    | 3 février 2025     |
| 312 | 599 | Une seule bulle vous manque    | Dome alone                    | 14 février 2025    | 3 février 2025     |
| 313 | 598 | Gary se méfie                  | Wary Gary                     | 21 février 2025    | 4 février 2025     |
| 313 | 599 | SOS coincé                     | Pinned                        | 21 février 2025    | 4 février 2025     |